# Frog Creek, Wisconsin
Frog Creek là một thị trấn thuộc quận Washburn, tiểu bang Wisconsin, Hoa Kỳ. Năm 2010, dân số của thị trấn này là 127 người.